# Alsónémeti
Alsónémeti (szlovákul: Nižné Nemecké) község Szlovákiában, a Kassai kerület Szobránci járásában.

## Fekvése
Nagymihálytól 32 km-re északkeletre, az ukrán határ mellett található.

## Története
1353-ban említik először. Lakói főként fuvarozással és mezőgazdasággal foglalkoztak.
A 18. század végén, 1799-ben Vályi András így ír róla: „Alsó, és Felső Németi. Két falu Ungvár várm. Alsónak földes Urai több Uraságok, melly fekszik Jenkének szomszédságában, és annak filiája, Felsőnek pedig Horvát Uraság, ez 1/4 mértföldnyire fekszik a’ másiktól, lakosai külömbfélék, határbéli földgyeik jók, vagyonnyaik jelesek, el adásra alkalmatos módgyok van.”
Fényes Elek 1851-ben kiadott geográfiai szótárában így ír a faluról: „Alsó- és Felső-Némethi, két tót-orosz falu, Ungh vgyében, ut. p. Ungvárhoz északra 3/4 mfdnyire, az első 191 romai, 51 g. kath., 4 ref., 9 zsidó lak., a második 64 rom., 170 g. kath. , 18 zsidó lak., g. kath. paroch. templommal. Az elsőnek f. u. Pongrácz, Tomcsányi, Diószeghy stb. a másodiknak b. Horváth s. m.”
1918-ban zavargások voltak a faluban. A trianoni diktátumig Ung vármegye Ungvári járásához tartozott, majd az újonnan létrehozott csehszlovák államhoz csatolták. 1938 és 1945 között ismét Magyarország része.

## Népessége
| Év:            | 1994. | 2004.   | 2014.   | 2024.   |
| -------------- | ----- | ------- | ------- | ------- |
| Emberek száma: | 338   | 334     | 327     | 308     |
| Eltérés:       |       | -1,18 % | -2,09 % | -5,81 % |

| Év:            | 2023. | 2024.   |
| -------------- | ----- | ------- |
| Emberek száma: | 311   | 308     |
| Eltérés:       |       | -0,96 % |

1880-ban 286 lakosából 231 szlovák, 45 magyar és 1 egyéb anyanyelvű, ill. 9 csecsemő volt.
1890-ben 330 lakosából 274 szlovák, 34 magyar, 16 német és 6 ruszin anyanyelvű volt.
1900-ban 403 lakosából 333 szlovák, 45 magyar és 22 ruszin anyanyelvű volt.
1910-ben 439 lakosából 328 szlovák, 53 magyar, 30 német, 28 ruszin anyanyelvű volt. Ebből 210 római katolikus, 156 görögkatolikus, 39 református, 33 izraelita és 1 evangélikus vallású volt.
1921-ben 417 lakosából 266 csehszlovák, 99 magyar, 51 orosz és 1 egyéb nemzetiségű volt. Ebből 179 római katolikus, 164 görögkatolikus, 45 református és 29 izraelita vallású volt.
1930-ban 444 lakosából 395 csehszlovák, 12 magyar, 5 zsidó, 3 ruszin és 29 állampolgárság nélküli volt. Ebből 231 római katolikus, 155 görögkatolikus, 44 református és 14 izraelita vallású volt.
1941-ben 430 lakosából 391 szlovák, 12 magyar és 21 egyéb anyanyelvű volt.
1991-ben 368 lakosából 362 szlovák, 4 cseh és 2 ukrán volt.
2001-ben 323 lakosából 317 szlovák, 5 cseh és 1 ukrán volt.
2011-ben 336 lakosából 288 szlovák, 1-1 ukrán és cseh, illetve 46 ismeretlen nemzetiségű volt. Ebből 184 római katolikus, 67 görögkatolikus, 20 református, 53 ismeretlen vallású és 11 nem vallásos volt.

## Nevezetességei
- 19. századi klasszicista kúria.
- Római katolikus templom (1969).